# Yên Phúc, Lạng Sơn
Yên Phúc là một xã thuộc tỉnh Lạng Sơn, Việt Nam.
Xã Yên Phúc có diện tích 27,75 km², dân số năm 1999 là 4.806 người, mật độ dân số đạt 173 người/km².
Theo thống kê năm 2019, xã Yên Phúc có diện tích 27,75 km², dân số là 4.464 người, mật độ dân số đạt 161 người/km².